# 刘建辉
刘建辉（1961年—）是一位中国文学研究者。国际日本文化研究中心教授、副所长，兼任日本比较文学会关西支部干事，中国日本文学研究会理事。专攻中日比较文学、比较文化。

## 生平
1961年出生于辽宁省，1982年毕业于辽宁大学日语系，1990年10月获得神户大学大学院文化学研究科博士学位，同年担任南开大学外国语文学部日本语言文学科助教授，1995年11月担任北京大学比较文学与比较文化研究所助理教授，1999年4月担任国际日本文化研究中心助理教授。2013年4月升为教授、2016年10月升为副所长。

## 荣誉
2001年著作《魔都上海：日本知识人的“近代”体验》获得日本比较文学会奖。